# إيميل رومر
إيميل جيراردوس ماريا رومر (بالهولندية: Emile Gerardus Maria Roemer) هو سياسي هولندي من الحزب الاشتراكي ولد في يوم 24 أغسطس 1962 في بلدة بوكسمير في هولندا. يشغل حالياً منصب عمدة مدينة ألكمار منذ سنة 2020، وسبق له شغل منصب عمدة هيرلين من سنة 2018 إلى سنة 2020، وشغل منصب زعيم الحزب الاشتراكي من سنة 2010 إلى سنة 2017.